# Osnovna šola dr. Vita Kraigherja Ljubljana
Osnovna šola dr. Vita Kraigherja Ljubljana je ena izmed osnovnih šol v Ljubljani, ki deluje kot javni zavod Mestne občine Ljubljana. Nahaja se na Trgu 9. maja 1 za Bežigradom.

## Zgodovina
Šola je bila ustanovljena leta 1936 kot Šola viteškega kralja Aleksandra I. Zedinitelja, poimenovana po jugoslovanskemu kralju Aleksandru I. Karađorđeviću. Po drugi svetovni vojni je bila šola poimenovana Osnovna šola Bežigrad (trenutno naziv druge osnovne šole), nato pa je bila 27. aprila 1960 preimenovana v trenutni naziv.